# ノルウェー民話集

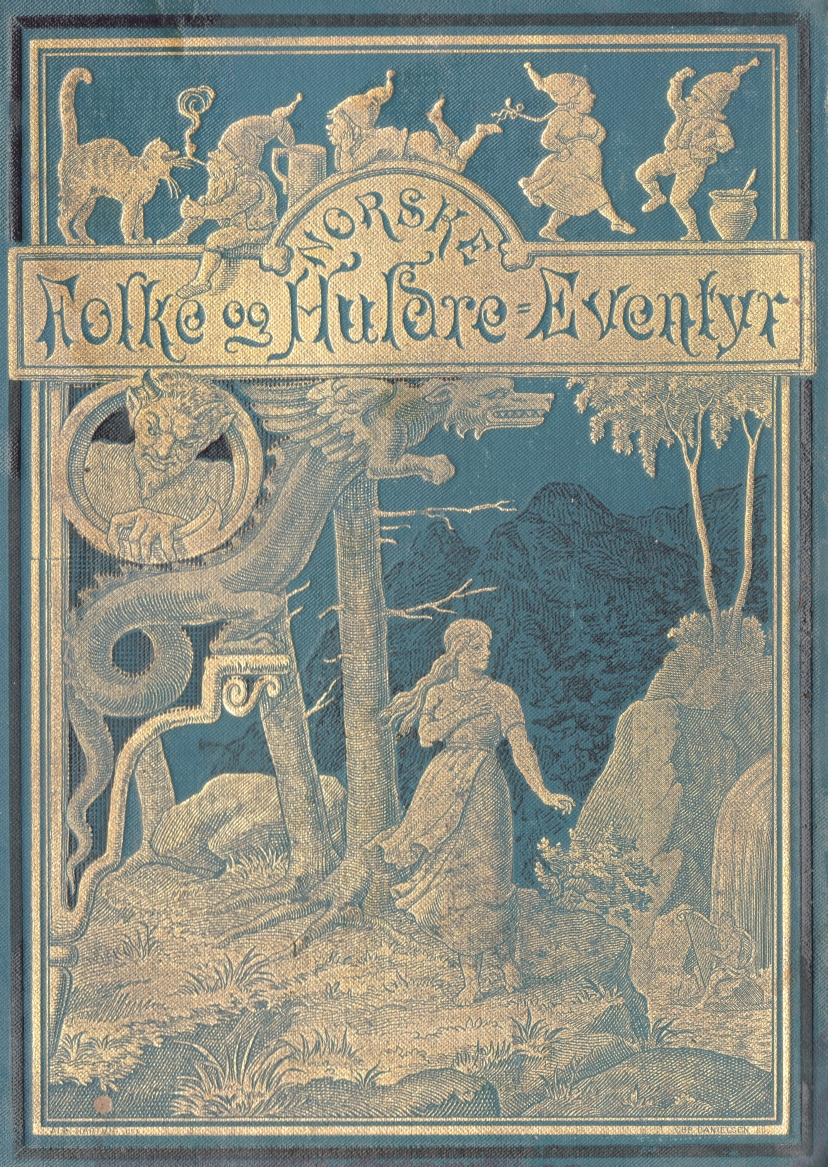
Asbjørnsen og Moes norske folke- og huldre-eventyr. 1896年からの版。

『ノルウェー民話集』（ノルウェーみんわしゅう。『ノールウェイの民話』、『ノルウェーの民衆の冒険物語』の日本語題も。ノルウェー語: Norske Folkeeventyr、英語: Norwegian Folktales）は、ペテル・クリスティン・アスビョルンセンとヨルゲン・モーによる、ノルウェーの伝承と伝説を収集した本である。

## アスビョルンセンとモー
動物学者であるアスビョルンセンと、聖職者であるモーは、15歳の頃に学校で出会って以来の友人であった。アスビョルンセンは学生時代から民話をいくつか記録しており、学校を卒業した後、3年間の家庭教師の仕事の合間にも収集を続けていた。1833年に聖職者のアンドレアス・ファイエがノルウェーの民話をまとめて出版し、次の民話集の出版の準備に入った頃、ファイエの元に国立古文書館の助手から未収録の民話が送られたが、その中に、助手の友人であったアスビョルンセンが収集した民話が含まれていた。間もなくアスビョルンセンはファイエから「民話特命大使に任命する」という趣旨の言葉で締めくくられた礼状を受け取った。アスビョルンセンは他に収集していた伝説などをファイエに見せたが、自身でも民話集を刊行することを考え始めた。いっぽう、モーは卒業後に家庭教師となり、その傍ら民話の研究をしていた。二人は、グリム兄弟による『キンダー・ウント・ハウスメールフェン』を読んだことをきっかけに、共同しての民話集の刊行に本格的に乗り出した。

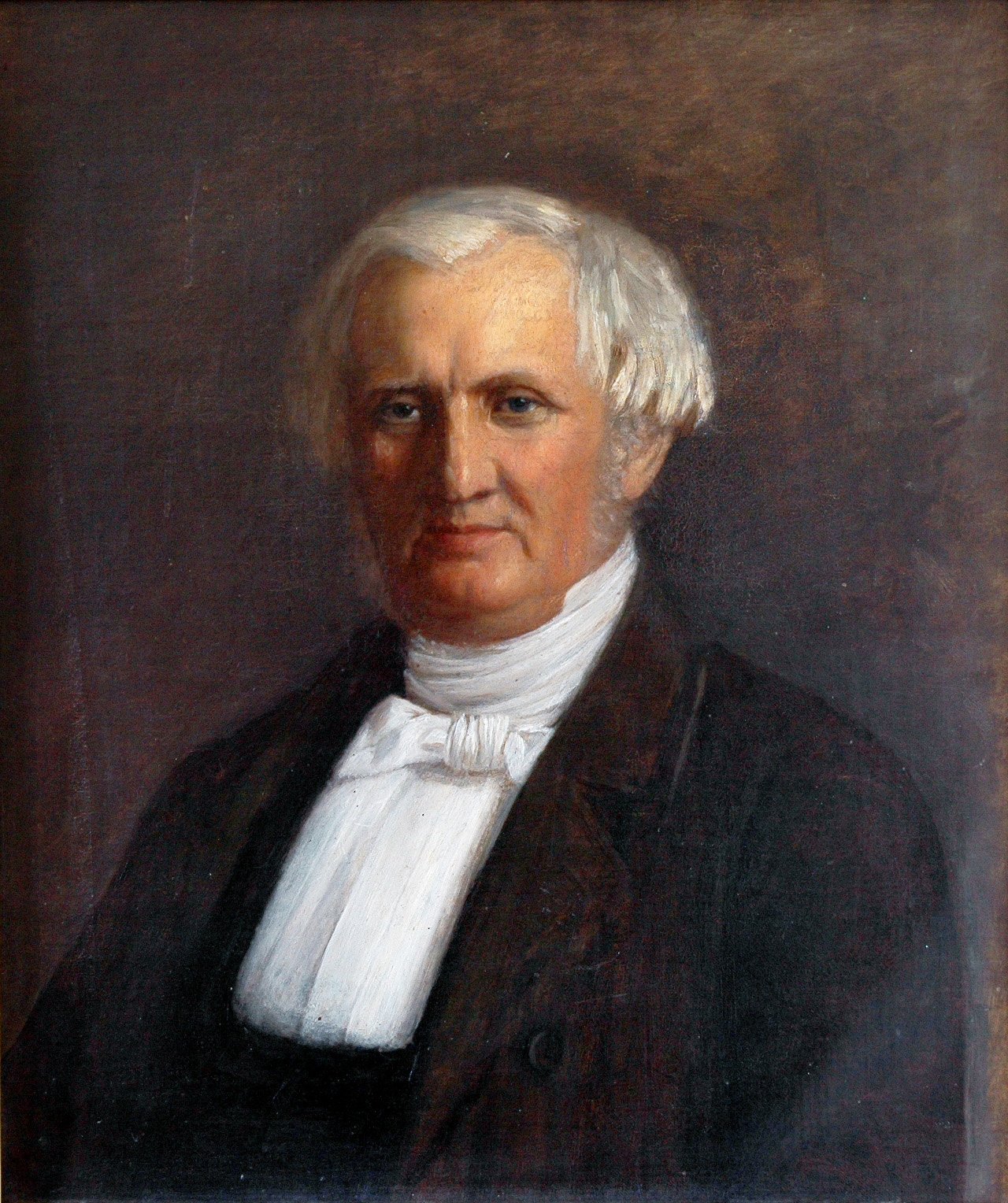
アスビョルンセンとモーに先立ってノルウェーの民話をまとめたアンドレアス・ファイエ（1802年 - 1869年）。

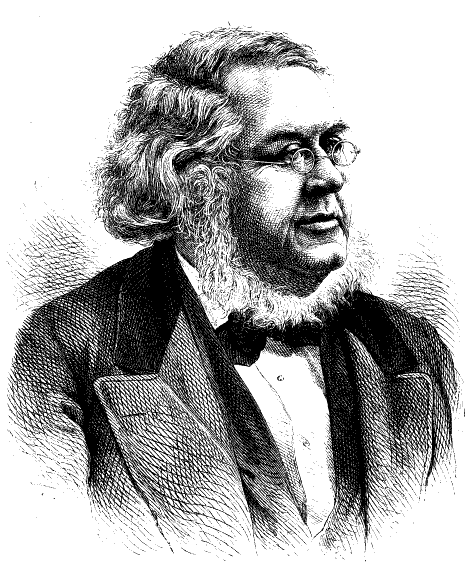
ペテル・クリスティン・アスビョルンセン（1812年 - 1885年）。

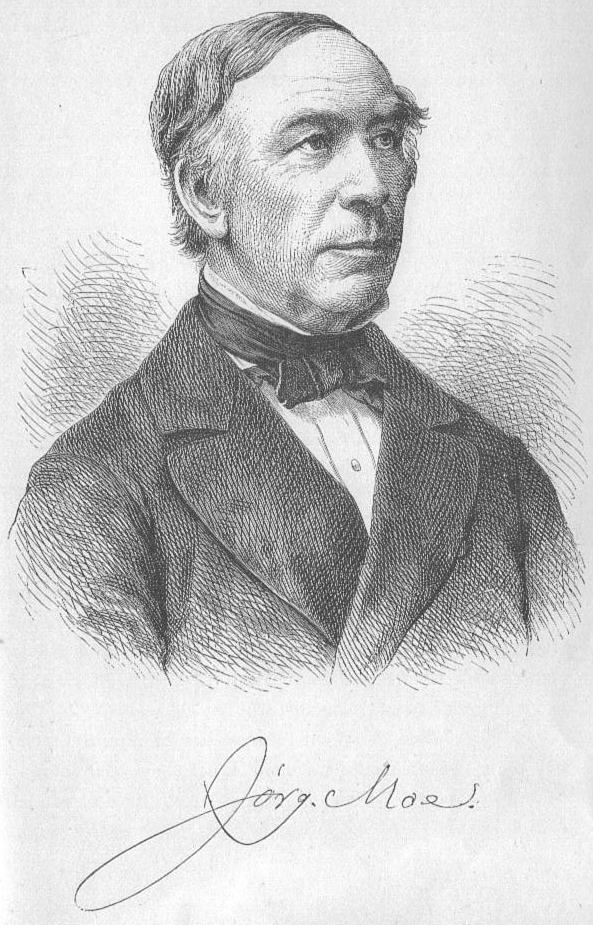
ヨルゲン・モー（1813年 - 1882年）。

その著作物は、ノルウェーが新たに得た独立と、19世紀に国内に広まった国家主義のうねりと関連づけて見るべきである。14世紀の半ばのペストの流行によって人口の半分を失い、14世紀末にデンマークを中心としたスカンディナヴィア連合に加わったノルウェーは、1442年からデンマークの統治下となっていたが1814年にようやく独立した。その時代、ヨーロッパ各地では民族意識がわき起こり、特に北欧では、キリスト教を受け入れる以前の古い信仰が見直され、神話に基づく作品がさまざまに創作されていた。ノルウェーでも民族意識に基づいた自国の誇りを取り戻す様々な取り組みがなされていた。そこには言語の問題があったが、ノルウェーの本来の言語を取り戻すことは、デンマークと合併する前の偉大なるノルウェー民族の誇りの回復であった。
ノルウェー語の当時の正書法、すなわち書き言葉であるブークモールは、デンマーク語に非常に類似していた。しかし話し言葉はノルウェー語が使われていた。ノルウェーで民族意識が高まる中、デンマーク語の強制を離れて新たに再生されたノルウェー語として、各地の方言に基づいたニーノルシェクが成立していた。こうした背景の中、話し言葉によって語り継がれ、それらが今日あるよりさらに特有だった方言に基づいた情報源を持ったノルウェーの伝承を語り直すことには、書き言葉はあまり適していなかった。アスビョルンセンとモーは、ノルウェー語の口語に沿って物語を表現して文学として成立させ、デンマーク語とは異なった、独立的なノルウェー語の書き言葉を創出するのを促進することとなった。それはまた、アスビョルンセンとモーが、グリム兄弟の信条を適用することによって表現の問題を解決したことによる。すなわち、物語の原形を維持しつつ、方言の代わりに扱いやすい言語表現の様式を用いることとしたのである。

## 諸本の発行
アスビョルンセンとモー『ノルウェー民話集』は、いわば原集60話と、新撰集50話の計110話から成る。このうち原集は、1841年をはじめとして、数編ずつ小冊子として小出しに刊行されたという経歴をもつ。これは編者・書名の記載や目次すらない粗末なつくりであったが好評を博し、ピーター・アンドレアス・ムンクがドイツ語の新聞で絶賛した。こうした支持を得たことで、今度はきちんとした装丁の書物として改めて出版された。既刊分の第1部(1843年)の再版と、新たな第2部(1844年)である。ふたつの部を統合した第2版は1852年に出されている。原集は当初58話、のちの版で60話となった。新撰集50話(Norske Folke-Eventyr. Ny Samling)は1871年に発行された。
後の版には、ノルウェーの画家、エーリック・ヴァーレンショルド、テオドール・キッテルセン、オットー・シンディング、その他の画家によって、広く知られる挿絵を入れられた。ヴァーレンショルドはアスビョルセンにその絵を喜ばれて民話集の制作に招かれ、民話集によってノルウェーで広く知られることとなった。またキッテルセンは、ヴァーレンショルドが民話集の続刊の制作に招かれた時、民話の世界を描き出すのに優れているからとアスビョルンセンに紹介した、まだ無名の画家であった。アスビョルンセンは同時代のロマンティシズムとは無縁の彼の作風に驚きつつも、その絵を見た子供達が民話世界への憧れを掻き立てさせられたのを目の当たりにし、キッテルセンを挿絵に迎えた。
また、アスビョルンセンが単独で発表した民話集に『ノルウェー妖精民話と伝説（Norske Huldre-Eventyr og Folkesagn）』（全2巻、1845–48年）があり、これも第2集Norske huldre-eventyr og folkesagn: anden samling (1866年)によって補完されている。
『ノルウェーの民話集』はグリム兄弟からも高く評価され、『グリム童話』に続いて世界に受け入れられた。1844年、アスビョルンセンとモーはヤーコプ・グリムに宛てた手紙において、『キンダー・ウント・ハウスメールフェン』を読んだことなどで多くのアイディアを得た旨の礼を述べている。なお、モーは聖職者としての仕事が多忙となったため民話の収集と研究が困難となったが、彼の息子モルケが父を継いでアスビョルンセンと共に研究を続けた。後にモルケは民俗学者となった。
当初の話集は児童向けではなかったが、収録された民話は、まもなく児童向け雑誌や童話集、読本などにも掲載されるようになり、1883年にはアスビョルンセンみずからが選した『児童のための民話本』（Eventyrbog for Barn）が発行された。これと、その続編・続々編（1883–1887年）は、何度も版をくりかえし、文章も複数にわたり改められた。収集した民話はかならずしも教訓や教育的要素があるとはいえず、児童に適した読書ではないと指摘される。

## 英語・ドイツ語への翻訳
民話集は、サー・ジョージ・ダセントによって、110話中のほとんどが英語に翻訳されている。そのPopular Tales from the Norse(1859年)は、原集の最初の58話をすべて収録するダセントはそののちTales from the Fjeld: A Second Series of Popular Tales (1874) を発表し、原集の残り2話と、新撰集のうち45話を収録した。
アスビョルンセンとモーは、ダセントの翻訳を明らかに良いと思った。「フランスとイギリスで収集本が出版されたが、それにおいて我々の物語は、徹底的な支配力のもと、正確にそして完全に翻訳されるだけではなく模範的な事実ならびに無関心を伴って表現された。ジョージ・ダセントによるものは、英訳で出版された我々の物語の中で最高で最も適切な表現である。」
H・L・ブレクスタ英訳 Round the Yule Log: Norwegian Folk and Fairy Tales（1881年）には、『ノルウェー妖精話と民間伝説』からかいつまんでの訳出も含まれる。ドイツ訳にはクララ・ストレーベ『北欧民話集』(Nordische Volksmärchen 1922年)があるが、これをマーテンズが英語に抄訳したNorwegian Fairy Book(1922年)は、それまでかつての英訳者がやり残した諸話を一部おぎなうものである。
パット・ショー・イヴァーセンとカール・ノーマン共訳Norwegian Folktales (1960年)に選出された民話には、ダセントが訳出しなかった新撰集(Ny Samling )の作品のうち数篇が含まれている。

## 民話
原則、邦訳がある作品のみに絞った。ノルウェー文語（ブークモール）題名を併記するが、これは近年に出版されている題名であり、原著題名ではない。原著はデンマーク・ノルウェー語であり概して綴りは異なる。また、近代版では題名の短縮など改変がみられる。

### ノルウェー民話集の一覧
- （未訳）「トロルから銀の鴨を盗んだアスケラッド（灰つつき）（英語版） 」（NF 1 Askeladden som stjal sølvendene til trollet）[注 3]
- 「大鳥ダーム」The Griffin"/"The Big Bird Dan"（NF 3 Fugl Dam）瀬田貞二訳

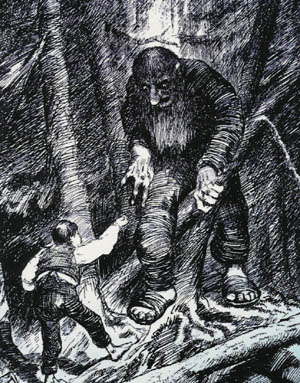
テオドール・キッテルセンによる『トロールと大食い競争をしたアスケラッド』に添えられた挿絵。

- 「トロールと大食い競争をしたアスケラッド（英語版）」[20]（NF 6 Askeladden som kappåt med trollet）
- 「北風のところに行った男の子」[21] （『北風をたずねていった男の子』とも[22]。NF 7 Gutten som gikk til nordenvinden og krevde igjen melet）
- 「名付け親のマリアさま（英語版）」、谷口幸男訳[24]（NF 8 Jomfru Maria som gudmor）
- 「白い国の三人のおひめさま（英語版）」[22]（NF 9 De tre prinsesser i Hvittenland）
- 「やもめの子」The Widow's Son（NF 14 Enkesønnen）瀬田貞二訳
- 「夫の娘と妻の娘」（刊行訳では「ふたりの娘」[21][注 4]（NF 15 Manndatteren og kjerringdatteren）
- 「クマとキツネ」[21]（NF 17 Bjørnen og reven）[21]
  - 「クマのしっぽは、なぜ、みじかいか（英語版）」[21]（NF 17.1 Bjørnen og reven: Hvorfor bjørnen er stubbrumpet）[26]
  - 「クマとキツネB」2「キツネとクマとクリスマスのごちそう」[21] "The Fox Cheats the Bear Out of His Christmas Meal"/Bruin and Reynard（17. 2 Reven snyter bjørnen for julekosten）[27]
  - 「賭けをした熊と狐」[20]「クマとキツネA」1「豚肉とミツバチの巣で賭けをする」

（NS74 De vedder om flesk og humlebol ）
- 「山のグドブラン」[21][20]（「山腹のグドブランド」とも[22]。NF 18 Gudbrand i Lia）
- 「木のつづれのカーリ（英語版）」[31][注 6]（NF 19 Kari Trestakk）
- 「羊飼いになったキツネ」[21]（「羊飼いとなった狐」とも[20]。NF 20 Reven som gjeter）
- 「草むらのお人形（英語版）」[21]（NF 25 Dukken i gresset'）
- ソリア・モリア城（英語版）」[20]（NF 27 Soria Moria slott）
- 「ペール殿下（英語版）」[21] （「郷士ペール」とも[20]。NF 28 Herreper）
- 「男の子と悪魔」[21] (NF 30 Gutten og fanden）
- 「十二羽の野鴨（英語版）」[20]（NF 33 De tolv villender）
- 「どろぼうのかしら（英語版）」[22] （おおつかのりこ訳では『泥棒の親方』[32]。NF 34 Mestertyven）
- 「体に心臓がない大男（英語版）」[21] （「心臓が、からだのなかにない巨人」とも[22]。NF 36 Risen som ikke hadde noe hjerte på seg）
- 「お姫さまに『うそつき!』と言わせた灰つつき（英語版）」[21] （「お姫様に『うそつき!』と言わせたアスケラッド」とも[20]。NF 39 Askeladden som fikk prinsessen til å løgste seg）
- 「ふとろうと山に行く三匹のヤギのドンガラン」[21]、三びきのやぎのがらがらどん[33]（NF 40 De tre bukkene Bruse som skulle gå til seters og gjøre seg fete）[注 7]
- 「太陽の東 月の西」[22]（「太陽の東・月の西」とも[36]。NF 41 Østenfor sol og vestenfor måne）
- 「家の事をすることにしたごていしゅ（英語版）」[21] （「家事をすることになっただんなさん」とも[22]。NF 43 Mannen som skulle stelle hjemme）
- 「親指小僧」[注 8]（NF 44 Tommeliten）
- 「女中がしら（英語版）」[22]（杉本詠美訳では「マスターメイド」[38]。NF 46 Mestermø）
- 「海の底の臼」[21]（「海の底のひき臼」とも[20]。NF 50 Kvernen som maler på havsens bunn）
- 「ガラス山のおひめさま（英語版）」[22] （「ガラス山の姫ぎみ」とも[38]。NF 51 Jomfruen på glassberget）
- 「バターボール坊や（英語版）」[20] （「バタ坊や」[31]、「ちびのふとっちょ」とも[22]。SF 52 Smørbukk）
- 「もじゃもじゃずきん（英語版）」谷口幸男訳による。粉川の意訳は「もじゃもじゃ頭のフード」[39]（NF 54 Lurvehette）[注 9][注 10]

-*「木の生えた花嫁」Bushy Bride（NF 55 Buskebrura）生方頼子訳

- 「ドブレ山地の小ネコ（英語版）」[21]（NF 56 Kjetta på Dovre）
- 「ファーマー・ウェザービアード」Farmer Weather-Beard（NF 57 Bonde Værskjegg）熊谷淳子訳[32][注 11]
- 「青いベルト」The Blue Belt（NF 58 Det blå båndet）谷口幸男訳
- 「まともで正しい四シリング銀貨」][21] （NF 59 Den rettferdige firskilling）

### 新撰集
- 「自分たちだけで暮らそうと森に行った羊とブタ」[21] （「自分たちだけで暮らそうと森へ入った羊と豚」とも[20]。NFNS 61 Væren og grisen som skulle til skogs og bo for seg selv）[注 12]
- （未訳）「見返り(給料)なしに 3 年間働いた男の子」（NFNS 63 utten som skulle tjene tre år uten lønn）[注 13]
- 流れに逆らった老婆」[20]（NFNS 64 Kjerringa mot strømmen）[注 14]
- 「お屋敷の七人目の父さん」[21] （『お屋敷の七番目の父』[20]とも。NFNS 65 Den syvende far i huset）
- 未訳「3つのレモン」[43]（NFNS 66 Tre sitroner）
- 「馬車を駆らず、馬にも乗らず」[20] (NFNS68 Ikke kjørende og ikke ridende）[注 15]
- 「ライオンとタカとアリになった男の子」[21]（NFNS 70 Gutten som gjorde seg til løve, falk og maur）[注 16]
- （未訳）「煙草の代金として売られた少年」[43]（NFNS 71 Tobakksgutten）
- 「空に浮かんだ金の城」[20] (NFNS 72 Gullslottet som hang i luften）[注 17]
- 「結婚した野ウサギ[20][注 18]（NFNS 73 Haren som hadde vært gift）[注 19]
- 「熊とキツネ」[43]（NFNS 74 Bjørnen og reven）
  - 「クマとキツネA」2「キツネ、馬の肉をほしがる」[21][注 20]粉川の意訳は「馬の肉を食べたいミッケル」[43]（NFNS 74.4  Mikkel vil smake hestekjøtt）
- （未訳）キツネと灰つつき[23]（NFNS 76 Rødrev og Askeladden）[注 21]
- 「隅の母さんの娘に結婚を申しこみたかった若者」[21]（NFNS 77 Gutten som ville fri til datter til mor i kroken）

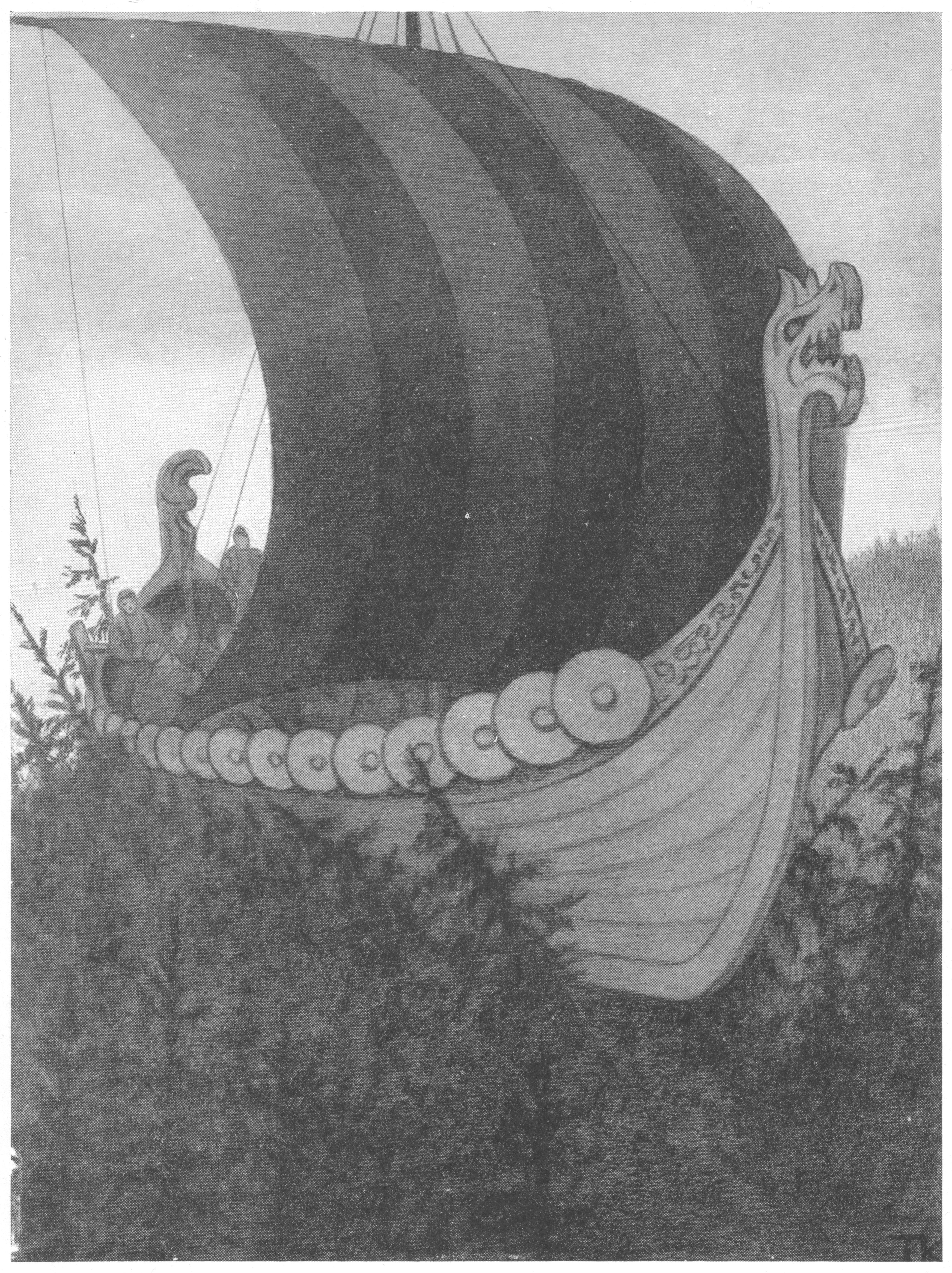
テオドール・キッテルセンによる『灰つつきとすてきな仲間たち』に添えられた挿絵。

- 「灰つつきとすてきな仲間たち」[21]（「アスケラッドとよき助手たち」とも[20]。NFNS 79 Askeladden og de gode hjelperne）
- 「お姫さまを笑わせた松の木ハンス」[21] （『お姫様を笑わせたテイパー・トム』[20]とも。NFNS 85 Tyrihans som fikk kongsdatteren til å le）
- 「炭焼き（英語版）」[20]（NFNS 82 Kullbrenneren）
- 「金の鳥」[20]（NFNS83 Gullfuglen）
- （未訳）「緑の騎士」[43]（NFNS 84 Den grønne ridder）
- 「牧師と寺男（英語版）」[21] （『牧師と下男』[20]の日本語題も。NFNS 86 Presten og klokkeren）
- （未訳）「私たちの村の寺男」[49]（NFNS 88 Klokkeren i bygda vår）
- 「ヘダルの森でトロールに出会った少年たち」[20] [注 22]（「森でトロルに出あった男の子たち」とも[21]。NFNS 89 Småguttene som traff trollene på Hedalsskogen）
- 「白クマ王ヴァレモン（英語版）」[21] （「白熊王ヴァレモン」とも[20]。NFNS 90 Kvitebjørn kong Valemon）
- 「家ネズミと田舎ネズミ」[20]（NFNS92 Hjemmusa og fjellmusa）[注 23]
- 「「やあ、こんにちは!」「斧の柄!」」[20]（NFNS 93 God dag, mann! - Økseskaft）[注 24]
- 「オンドリとキツネ」[21]（または「雄鶏と狐」[20]。NFNS 94 Hanen og reven）
- 「世の中のお返しなんて似たようなもの」[21]（NFNS 95 Verden lønner ikke annerledes）
- （未訳）「囁くガチョウの卵」（NFNS 96 Mumle Gåsegg）[注 25][55]（NFNS 96 Mumle Gåsegg）[56]
- 「ちびフリックとバイオリン」[21] （「ちびのフリックとヴァイオリン」[22]、「小さなフレディとヴァイオリン」とも[20]。NFNS 97 Veslefrikk med fela）[注 26]
- 「旅の仲間」[21] (『道連れ』[20]とも。NFNS 100 Følgesvennen）
- （未訳）「パイク」（NFNS 101 Peik）[注 27][注 28]
- 「なんて大食いのトラ猫」[20]（NFNS 102 Kjetta som var så fæl til å ete）[注 29]
- 「パンケーキ」[21] （NFNS 104 Pannekaken）
- 「ビール樽をもっている若者[21]（『ビール樽を持った少年』[20]とも。NFNS 105 Gutten med øldunken）
- 「悪魔と執行官」[20]（NFNS 106 Fanden og futen）[注 30]
- 「糸巻棒の中の鍵」[20]（NFNS 107 Stabbursnøkkelen i rokkehodet）[注 31][63]
- （未訳）「七年たった粥」[注 32]（NFNS 109 Sju års gammal graut）
- 「地主の花嫁」[21][20] （NFNS 110 Herremannsbruden）

### ノルウェー妖精民話と伝説
- 「ジブンのせいで」[21]（Hu 1 Kværnsagn[注 33]）
- (未訳)「エーケベルクの王」（Hu 2 Ekebergkongen）[49]
- (未訳)「アンデルヴェンでのある夕方」（Hu 4 En aften ved Andelven）[注 34]
- (未訳)「フルドラ一家」（Hu 6 Huldreætt）[49]
- (未訳)「墓掘り職人の語る物語」（Hu 12 Graverens fortellinger）[49]
- (未訳)「高い山の物語」（Hu 15 Høyfjellsbilleder）[49]
  - (未訳)「夏の山の牧草地でのある日曜の夜」（Hu 15.1 En søndagskveld til seters）[49]
  - (未訳)「ロンダーネでのトナカイ狩り」（Hu 15.2 Rensdyrjakt ved Rondane）[49]
- (未訳)「賢い女」（Hu 18 En signekjerring）[注 35]
- (未訳)「ジプシー」（Hu 20 Tatere）[49]
- (未訳)「隣の農場でのある午後」（Hu 21 En aften i nabogården）[49]
- (未訳)「ソグネフィヨルドの物語」（Hu 22 Fra Sognefjorden）[49]
- (未訳)「家へ」（Hu 23 Til Haus）
  - (未訳)「ウトレストの鵜」（Hu 23.1 Skarvene fra Utrøst）[注 36]
  - (未訳)「サンドフレサの地の精（トゥフテフォルク）」（Hu 23.2 Tuftefolket på Sandflesa）[注 37]
  - (未訳)「サバの引縄」（Hu 23.3 Makrelldorg）[注 38]
  - (未訳)「エジプト、アレキサンドリアの丘で」（Hu 23.4 På høyden av Aleksandria）[49]

### 児童のための民話本
- 「青い山の三人のお姫さま」[21][注 39] （『青冥山の三人の王女』[20]とも。De tre kongsdøtre i berget det blå[72][73][注 40]

- 「いつでも最後の言葉を言わなければ気がすまなかったお姫様」[20] (no:Prinsessen som ingen kunne målbinde)[75][76][注 41]

### その他
- (未訳)「漁師の息子たち」[49]（Fiskersønnene）[78]
- (未訳)「司教館でのクリスマス会」[49]（Julebesøket i prestegården）[79]

## 脚注

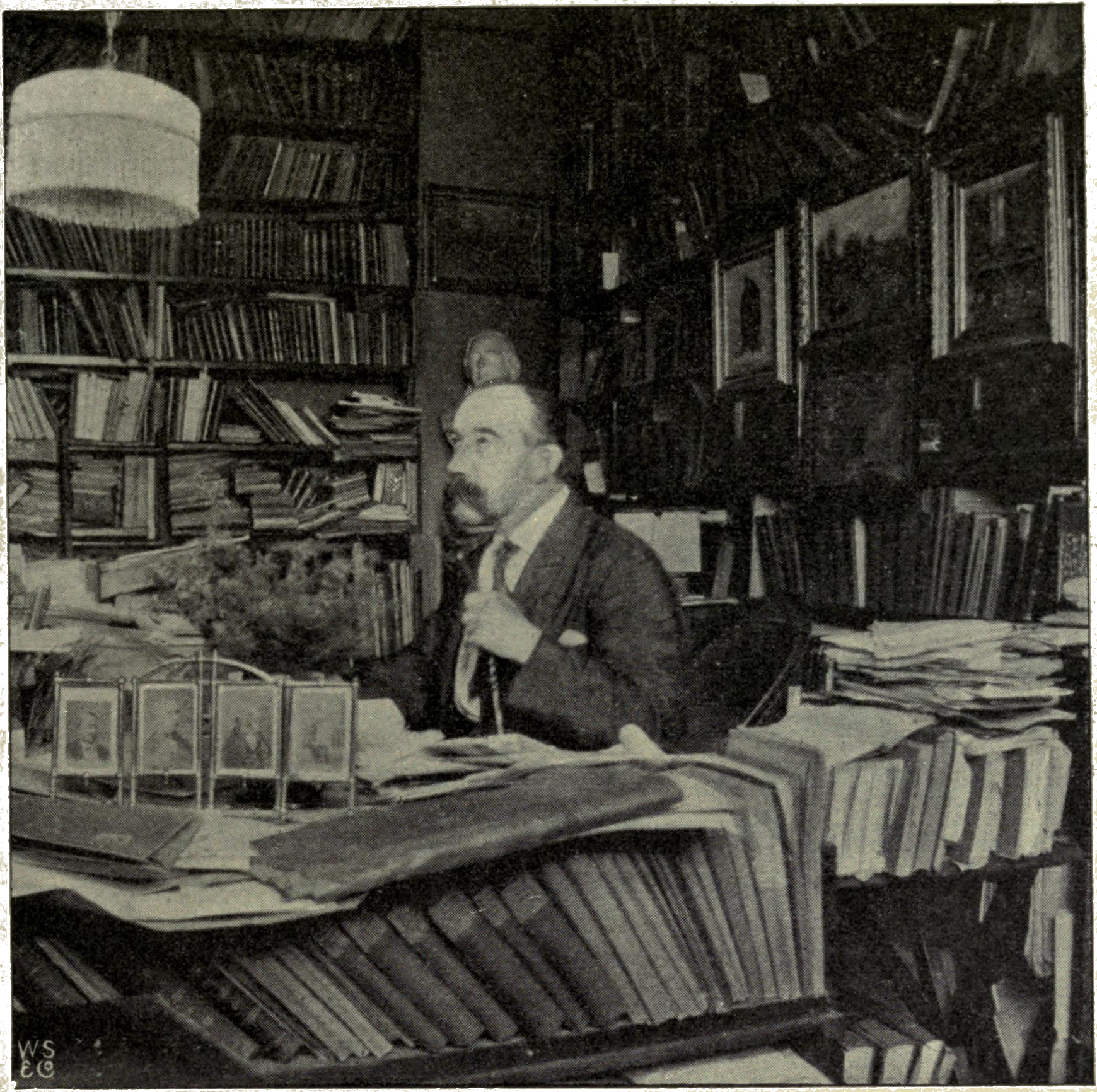
モーの息子、モルケ(Moltke Moe)。

### 補注
1. ↑  Bjørnen og revenは原書では1話と数えるが、ダセントは2つの小話に分けているのため、つごう計数が59話に増している。
2. ↑  ダセントTales from the Fjeld が計上する51話= 原集の2話 + 新撰集 45 話 + 3 (原書ではBjørnen og reven1篇とするのを4篇の小話に計上した結果) + 1 ("The Haunted Mill" は原話"Kværensagn"で、これはアスビョルンセン単独の『ノルウェー妖精民話と伝説（Norske Huldre-Eventyr og Folkesagn）』よりとられている。
3. ↑  粉川の論文で、邦訳の記載がないので未訳とする；この話は意訳していないが、別の民話「Rødrev og Askeladden」は「キツネと灰つつき」と訳しているので[19]、これに準じて「トロルから銀の鴨を盗んだ灰つつき」とした。近代版では短縮されているが、原著題名は Om Askeladden, som stjal Troldets Sølvænder, Sengetæppe og Guldharpe なので、Nunnally 英訳題名"About Ash Lad, Who Stole the Troll's Silver Ducks, Coverlet, and Golden Harp"はこれを直訳している。ダセントがアスケラッド（灰つつき）の綽名を"Boots"と訳し、題名は"Boots and the Troll"である。
4. ↑  大塚訳30番「ふたりの娘」。だが直訳は"夫の娘と妻の娘"[25]。
5. ↑  Bjørnen og revenの異本のひとつにDe vedder om flesk og humlebolがある[29]。後者の英訳："The Bear and the Fox Who Made a Bet"[30]。
6. ↑  山室訳「木のつづれのカーリ」176–201頁。櫛田照夫訳「カーリ・ホルツロック」はドイツ訳 Kari Holzrock の音写（小沢俊夫編『世界の民話 3 北欧』  、ぎょうせい、1999[初版は1976]年273頁に所収）。
7. ↑  粉川の意訳は"山の草地へ行って太ろうとしている三匹の雄山羊たち"[34]。英訳："The Three Billy Goats Gruff, Who Were Supposed to Go Up to the Mountain Pasture to Fatten Up"[35]。
8. ↑  「親指小僧」は、コンラード・バーデン作曲、民話組曲"Tommeliten"の邦訳として確認した和訳題名[37]。
9. ↑  英訳："Ragged-Cap"（Nunally）
10. ↑  ルース・マニング＝サンダース著　西本鶏介訳『世界の民話館　魔女の本』(1980年)所収のものは「ぼろずきん」、またエセル・J・フェルプス『ボロずきんの冒険』(学陽書房　1993年)上杉佐代子訳では「ボロずきん」なお『魔法のつぼ』あとがきによればオーセラールで採取されたこの話は、　デンマーク、アイスランド、イタリア、ギリシア、アイルランド、トルコに分布しているという。
11. ↑  ルース・マニング＝サンダース著　西本鶏介訳『世界の民話館　魔法使いの本』(1980年)所収のものは「魔法使いのファーマー・ウェザースカイ」
12. ↑  英訳: "The Ram and the Pig who went into the Woods to live by Themselves"[40]。
13. ↑  英訳:"The Youth Who Was to Serve Three Years Without Pay" [41]; "Three Years without Wages"[42]。
14. ↑  粉川の直訳は"川の流れに逆らう女/妻"英訳[43]。英訳: "The Old Woman against the Stream"[44]。バーデン民話組曲は「流れに向かう老婆」と邦訳される[37]。
15. ↑  英訳:"Not Driving and not Riding""[44]。"How to win a Prince"[45]。
16. ↑  直訳は"ライオンとハヤブサとアリになった少年"[25]。"英訳題：The Boy Who Became a Lion, a Falcon, and an Ant[46]。
17. ↑  粉川による直訳は"天空にぶら下がっている金の城"[23]。英訳:"The Golden Castle that Hung in the Air"[47]。
18. ↑  「結婚したウサギ」とも[22]。
19. ↑  英訳: "The Hare who had been Married"[48]。粉川の"結婚した男"は[43]、誤読であろう。
20. ↑  大塚勇三訳『ノルウェーの昔話』102頁に収録
21. ↑  Rødrev は「あかぎつね」の意味だが、本話では狡猾な人物名粉川 2013, p. 110。ダセントによる英訳題名は"Osborn Boots and Mr. Glibtongue"≈"エスベン・アスケラッドと饒舌氏"。
22. ↑  粉川の意訳は"へーダルの森でトロルに出会った小さな男の子
たち"[34]。
23. ↑  英訳:"The House Mouse and the Country Mouse"[50]。
24. ↑  英訳:"Good Day, Fellow!" "Axe Handle!"[51]。
25. ↑  "囁くダチョウのたまご"の意訳は[52]、gås「ガチョウ」の誤記であろう。英訳題は"Grumblegizzard"[53] または"The Greedy Youngster"[52][54]。
26. ↑  英訳:"Little Freddie and his Fiddle"[57]。
27. ↑  ライナーノーツ（Nordic Sound Hiroshima）で確認したヨハン・ハルヴォシェンの組曲"Peik, Prinsessen og Stortrollet"の和訳「パイクと王女と巨大なトロル 」に拠る。
28. ↑  英訳:"Peik"[58]。
29. ↑  英訳:"The Cat Who Could Eat So Much"[59]; "The Greedy Cat"[60]。
30. ↑  英訳:"The Devil and the Bailiff"[61]。
31. ↑  英訳:"The Key in the Distaff"[62]。
32. ↑  粉川の直訳は"七歳のポリッジ"だが[43]、たとえば"ten year-old scotch"を「10歳のウィスキー」とはまずもって表現しないので。
33. ↑  Norske folke- og huldre-eventyr i udvalg Kværnsagn 日本語題名は "Ja, jeg heder Sjøl jeg" の応用であろう。Stroebe, Martens重訳では題名は"Self Did It"。Brækstad訳は題名は"Legends of the Mill"だが、作中のセリフは "My name is Self"。
34. ↑  粉川の意訳"Andelvenでのある夕方"に拠る[43]。英訳には"IX. The Hat of the Huldres".[64]。
35. ↑  粉川の直訳は"賢い女"に拠る[49]。英語題名を"Wise Woman"とする書物（Hult、2003、Framing a National Narrative）を引いている。英訳は"The Witch"[65]。「呪（まじな）い婆」あたりが妥当かと。
36. ↑  英訳:"The Cormorants of Udröst";[66] "II. The Isle of Udrost".[67]。
37. ↑  イーヴァル・オーセンのノルウェー語辞書では、"Tufte"に詳しい定義があり、"Tuftefolk"はその異表記のひとつとして "ニッセ Nisse"と手短に（デンマーク語で）定義されている[68]。粉川は"サンドフレサの屋敷の人々(超自然的存在)"と直訳するが[49]、"tufte, tuftekall, tuftvette"等の精霊は、むしろ"土地"（"Tuft"）に関連するというのが、文学史家ヘンリック・イェーガー（英語版）の見解である[69]。またイェーガーもオーセも、"Tufte"等は、"地下に住む人々（者ども）"（"underjordiske"）の一種とする。これはベルゲン大学とノルウェーの言語官庁の共営オンライン辞書の"Tuftefolk"の定義にもそうあるので[70]、因習的解釈とは言い難い。
38. ↑  粉川の意訳"サバの引縄"に拠る[43]。英訳は"Mackerel Trolling"[71]。
39. ↑  「青い山の三人のおひめさま」[22]。
40. ↑  英訳"The Three Princesses in the Mountain in the Blue".[74]
41. ↑  英訳："The Princess who always had to have the Last Word"[77]。